# エアバス ベルーガ XL
エアバス ベルーガ XL
ベルーガXLの初飛行
- 用途：貨物機
- 設計者：エアバス
- 製造者：エアバス
- 運用者：エアバス・トランスポート・インターナショナル[1]
- 初飛行：2018年7月19日[2]
- 運用開始：2020年1月9日[3]
- 運用状況：運用中

エアバス ベルーガ XL は、欧州のエアバス社が開発した大型貨物輸送機である。

## 概要
2014年11月に本機の開発計画が立ち上げられ、2016年7月19日に細部が公表された。
本機の製造にはA330シリーズの貨物型A330-200Fの前部胴体と旅客型A330-300の後部胴体を利用している。コンポーネントや機器は従来の物を再利用し、コックピットや貨物室を新規開発した。
バブル・エアフレーム・セクションと呼ばれる拡張部を胴体上部に加えることで、全長45m、内径8m、最大積載重量50tの貨物デッキを備えることになる。これはベルーガSTに比べて30%容積が拡大している。
また、ベルーガSTと同様に、貨物の搬入・搬出のための開口部を得るためコックピット部は機体下部に移されている。
この機体はベルーガSTと同じく同社のナローボディ機やワイドボディ機の製造用部品輸送用に運用され、ヨーロッパ各地の工場から、完成した胴体セクションや左右主翼セット（最大でA350 XWBまで可能）を最終組立施設があるフランスのトゥールーズやドイツのハンブルクへ運ぶのに利用される。2023年までに計5機の製造が計画されており、完成後は順次従来のベルーガSTを置き換える予定となっている。
当初、初号機は2019年中頃の就航が予定されていた。
2017年1月8日、エアバスは「ベルーガXL」の主要パーツの組立を開始したと発表し、2018年1月4日にロールアウトした。
その後、地上試験を経て2018年7月19日に初飛行に成功し、その後10ヵ月間に渡って600時間の試験飛行を行う予定とされたが、最終的には700時間、200項目を超える試験項目をこなして2019年11月13日にEASAから型式証明を取得した。
その後、当初計画から約半年遅れとなる2020年1月9日から、正式な輸送業務を開始した。

## 設計

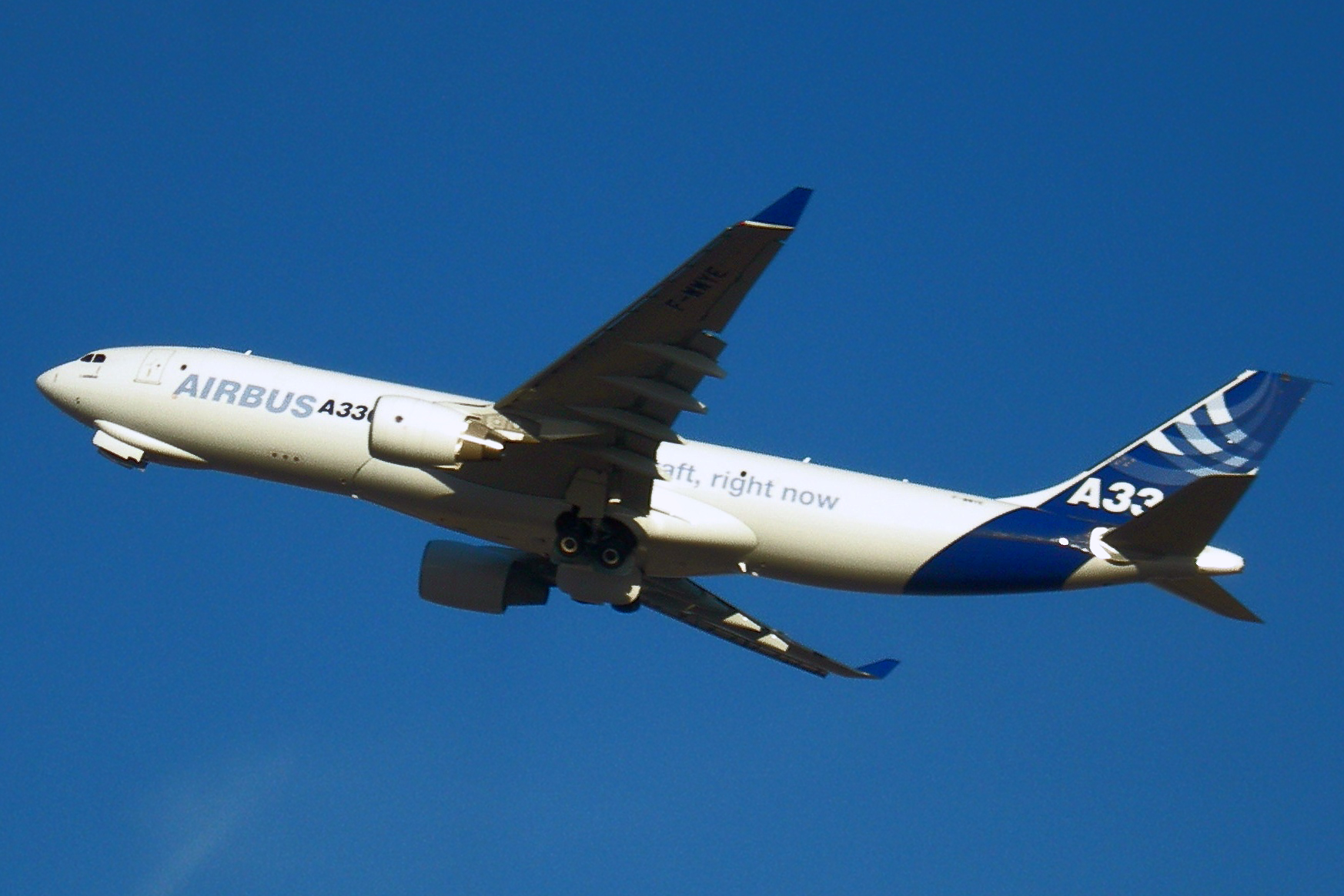
本機のベースとなったエアバス A330

貨物室が非与圧なのはベルーガSTと同様であるが、本機では貨物室容積がベルーガSTから30%拡大されており、ベルーガSTでは片翼だけしか運べなかったエアバスA350 XWBの主翼を左右セットで運べるようになったが、エアバスA380の胴体や主翼は搭載出来ないため、船で輸送している。
ベルーガSTに比べて胴体は6.9メートル、最大幅は1.7メートル拡大され、積載可能重量が6トン増加している。機体前部はA330-200、機体後部はA330-300をベースにしているが、これは重心を適切な位置とするための工夫であり、貨物室床面や構造はA330-200Fのものを踏襲している。拡大された貨物室の取り付けには3か月を要し、接合のために8,000個もの新規部品が用いられている。
垂直尾翼が巨大な貨物室に隠れるため、垂直安定板の面積を50%拡大したうえで、水平安定板にも2枚の垂直安定板が追加されている。
貨物扉とコックピット含む機首部分はフランスのステリア・エアロスペース、貨物室はドイツのデハールデ/P3・フォイト・エアロスペース、後部胴体およびドーサルフィンはスペインのアエルンノヴァ、水平尾翼ボックス延長部および水平尾翼翼端の垂直安定板はスペインのアチトゥリが担当した。
巡航速度は高度35,000フィート (11,000 m)でマッハ0.69、最大積載時の航続距離はベルーガSTの900海里 (1,700 km)から2,300海里 (4,300 km)に大きく延長されている。

## 仕様
出典: エアバス社公開資料
諸元
- ペイロード: 50,500 kg
- 全長: 63.1 m
- 全高: 18.9 m
- 翼幅: 60.3 m
- 翼面積: 361.6 m2
- 空虚重量: 127,500 kg
- 最大離陸重量: 227,000 kg
- 動力: ロールス・ロイス トレント700 ターボファン、316 kN   × 2
- 燃料搭載量: 73,000 kg
- 胴体径: 8.8 m (29 ft)
- 貨物室容積: 2,209 m3 (78,000 cu ft)

性能
- 巡航速度: 737 km/h （398 kt） （高度35,000 ft、マッハ0.69）
- 航続距離: 4,300 km （2,300 海里） （最大積載時）
- 実用上昇限度: 11,000 m （35,000 ft）